# Porto de Barra do Riacho
O Terminal Especializado da Barra do Riacho, também conhecido como Portocel, é um porto marítimo localizado no distrito de Barra do Riacho, em Aracruz, Espírito Santo. Este terminal é único no Brasil, especializado no embarque de celulose, e é de propriedade conjunta das empresas Suzano e Cenibra, duas das maiores produtoras de celulose do mundo. O terminal está capacitado para receber navios com capacidade de carga de até 7.500 toneladas de celulose.

## Histórico
De 1978 a 1995, o porto operava com um único berço de atracação. Durante esse período, recebia uma média de 64 navios por ano e movimentava cerca de 700 mil toneladas anuais de celulose. Entre 1996 e 2008, com a adição de dois novos berços, a média anual de navios aumentou para 256, e a movimentação anual de celulose subiu para 2,8 milhões de toneladas. Entre 2009 e 2016, o porto passou a operar com três berços de atracação, recebendo uma média anual de 306 navios e 433 barcaças, com movimentação média de 9,2 milhões de toneladas de celulose por ano.
Em 2018, o Porto celebrou 40 anos de operações, tendo movimentado mais de 100 milhões de toneladas de celulose ao longo desse período. Para marcar a data, foram realizadas obras de modernização e a instalação de novos guindastes para movimentação de madeira no Terminal de Barcaças, com um investimento total de R$ 85 milhões.
Em 2021, a companhia de logística VLI anunciou um contrato com a LD Celulose (uma joint venture formada pela austríaca Lenzing e a brasileira Duratex) para o transporte de celulose solúvel a partir de uma fábrica em Indianópolis, no Triângulo Mineiro. O contrato visa a movimentação de 500 mil toneladas do produto por ano em direção ao Porto de Barra do Riacho, utilizando a malha ferroviária da Ferrovia Centro-Atlântica. As operações têm previsão de início para o primeiro semestre de 2022, com a nova fábrica entrando em operação. O contrato firmado tem validade de 30 anos.

## Ligações Externas
Portocel - Site Oficial